# Ângelo Pelegrinelli Neto
Ângelo Pelegrinelli Neto, noto semplicemente come Neto (Junqueirópolis, 2 settembre 1991), è un calciatore brasiliano, centrocampista del Leixões.

## Caratteristiche tecniche
È un trequartista.

## Carriera
Cresciuto nel settore giovanile del Grêmio Barueri, il 3 dicembre 2010 ha esordito in prima squadra disputando l'incontro di Série A perso 3-0 contro l'Internacional.
Dopo aver giocato per alcune stagioni nelle serie inferiori del calcio brasiliano, nel 2016 viene acquistato dai portoghesi del Moreirense, militante in Primeira Liga.

## Palmarès

### Club

#### Competizioni nazionali
- Coppa di Lega portoghese: 1

Moreirense: 2016-2017